# DVI (konektor)

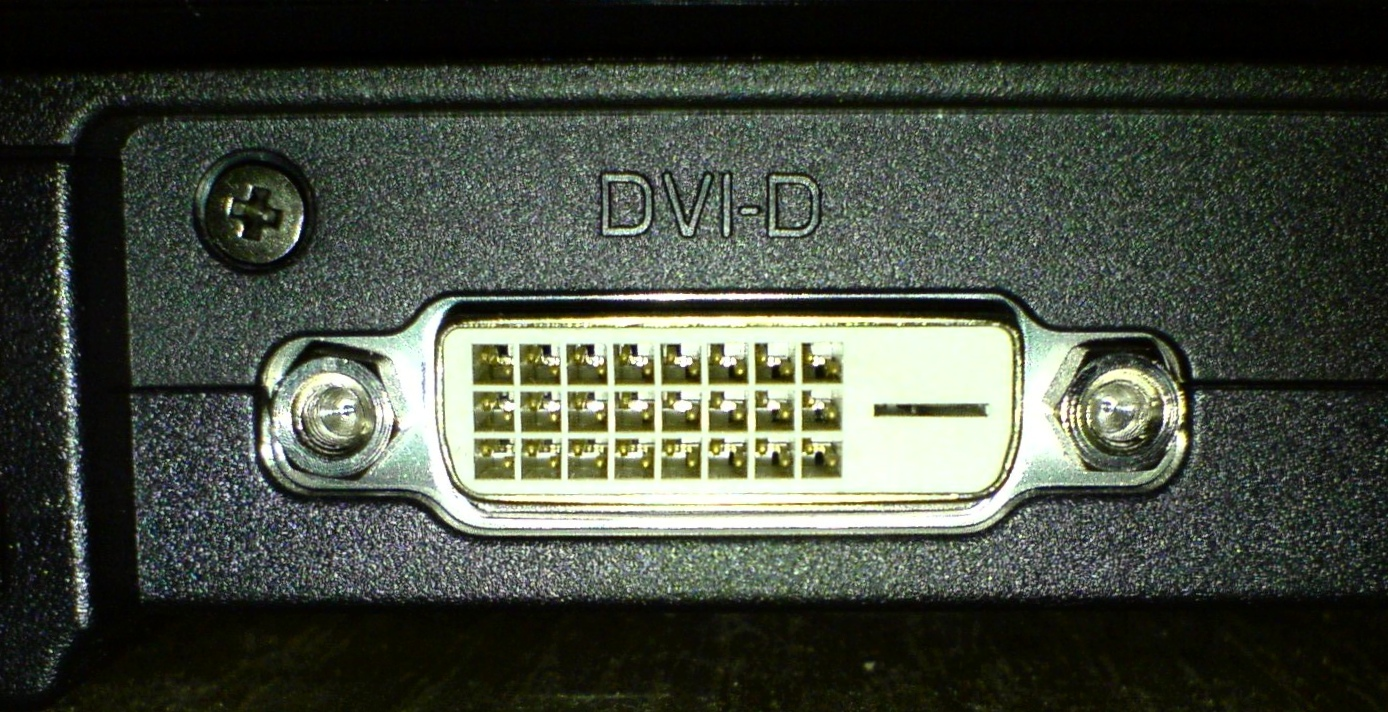
Konektor DVI-D, samice

Digital Visual Interface (zkratka DVI) je rozhraní (tzv. dedikovaný spoj) pro propojení videozařízení s počítačem. Standard byl vytvořen za účelem bezproblémové komunikace mezi zobrazovacími zařízeními jako např. LCD nebo datovým projektorem a grafickou kartou počítače. Byl vyvinut skupinou firem seskupených pod názvem Digital Display Working Group (DDWG). Primárně je určen k přenosu nekomprimovaných digitálních video dat. Je částečně kompatibilní s rozhraním HDMI.

## Konektor

Piny na konektorech DVI

Existují 3 typy DVI konektorů (závisí na implementovaných signálech):
- DVI-D (digital only) – pouze digitální signál
- DVI-A (analog only) – pro kompatibilitu s analogovými monitory
- DVI-I (digital & analog) – digitální i analogový signál

Konektory mohou mít druhý datový spoj (tzv. „link“) určený pro přenos obrazu s vysokým rozlišením.

## Technická data
DVI datový formát je založen na sériovém formátu PanelLink, který byl navržen výrobcem polovodičů Silicon Image Inc. Zde je použitý Transition Minimized Differential Signaling (TMDS). Single DVI link se skládá ze čtyř párů kroucené dvoulinky (červený, zelený, modrý a informaci o obnovovací frekvenci (Clock rate), přenos je 24 bitů na pixel. Časování signálu se téměř přesně shoduje s analogovým video signálem (VGA). Obraz je přenášen řádek po řádku s intervaly mezi každým řádkem a každým snímkem a bez paketizace. Není použita žádná komprese a neexistuje podpora pro přenos pouze změněné části obrázku. To znamená, že změněný snímek je přenášen celý znovu. DVI specifikace (viz odstavec Specifikace) nicméně obsahuje odstavec "Konverze k selektivnímu obnovení obrazu" (odstavec 1.2.2), což svědčí o připravenosti této funkce pro budoucí použití.
Nejvyšší rozlišení pro single DVI link je možné při 60 Hz, a je 2,75 megapixelů. Maximální rozlišení (při 60 Hz) je 1915×1436 pixelů (standardní poměr 4:3), 1854×1483 pixelů (s poměrem stran 5:4) nebo 2098×1311 (širokoúhlý 16:10 poměr stran monitoru). Proto má DVI konektor rezervu v další lince, ta obsahuje další kroucené páry červené, zelené a modré. Při požadavku na větší šířku pásma, než je možné s jednou linkou je aktivizována druhá linka a alternativní pixely mohou být předány na každé lince, což umožňuje rozlišení až 4 MegaPixelů při 60 Hz. Specifikace DVI má pro single link pevně nastavenou frekvenci na 165 MHz, přičemž všechny režimy zobrazení, které vyžadují méně než těchto 165 MHz musí používat pouze single link režim. Ty ostatní, které vyžadují vyšší frekvenci, musí přepnout do režimu dual link. Když jsou obě linky v provozu, může frekvence přesáhnout 165 MHz. Druhá linka může být také použita, pokud je potřeba více než 24 bitů na pixel, v takovém případě nese nejméně významný bit. Binární data jsou nesena desetinásobkem obnovovací frekvence. Pro frekvenci 165 MHz je tedy přenosová rychlost 1,65 Gbit/s X 3 kroucené páry pro single DVI link.
Stejně jako analogový konektor VGA má i DVI konektor piny pro display data channel (DDC). DDC2 (novější verze DDC) umožňuje grafickému adaptéru, aby přečetl extended display identification data (EDID) přímo z monitoru. Jestliže displej podporuje jak analogové, tak digitální signály v jednom vstupu, může mít každý vstup odlišný EDID. Pokud jsou oba přijímače aktivní, je použit analogový EDID.
Maximální délka DVI kabelů není součástí specifikace, neboť je odvislá od požadavků na šířku pásma (rozlišení přenášeného obrazu). Obecně platí, že délka kabelu do 4,5 m bude pracovat pro zobrazení v rozlišení 1920×1200. Toto zobrazení bude fungovat až do 10 m, za předpokladu, že bude použit speciální kabel. Kabel o délce do 15 m je možné použít v kombinaci s rozlišením maximálně 1280×1024. Pro větší vzdálenosti je nutno použít zesilovač DVI signálu, aby se zmírnila degradace signálu. DVI zesilovače mohou použít i externí napájení z elektrické sítě.

## Signály
Rozhraní s jedním spojem obsahuje 6 vodičů pro přenos informací o barvě ve formátu RGB (2 vodiče pro každou barvu). Informace o barvě je přenášena diferenčně (rozdílově) technikou TMDS (nikoli oproti zemi) – to zvyšuje odolnost vůči elektromagnetickému rušení z okolí. Dále jsou v rozhraní signály pro přenos synchronizace a kanál DDC pro přenos specifikace displeje do grafického adaptéru. DDC se u DVI označuje jako DDC2 (pro odlišení od analogových VGA konektorů). DDC2 využívá komunikačního protokolu I²C a formát dat EDID (Extended Display Identification Data) definovaný asociací VESA. EDID obsahuje např. jméno výrobce, typ monitoru, typ luminiscenční vrstvy, typ filtru, údaje o časování podporovaném monitorem, rozměry obrazovky, atd.
Druhý spoj přidává pouze 6 vodičů pro přenos informací o barvě (RGB).
Jeden spoj zvládá až rozlišení WUXGA 1920×1200 při 60 Hz (což odpovídá 165 MHz, tedy 3,7 Gb/s). Dva spoje pak WQXGA 2560×1600 při 60 Hz (ale i více – je omezeno pouze kvalitou kabelu, tedy i více než 7,4 Gb/s).

## Specifikace

### Digital
- Minimální obnovovací frekvence: 25,175 MHz
- Maximální rychlost: až 7,92 Gbit/s (podle kvality kabelu)
- Pixelů během instrukce : 1 (single link) nebo 2 (dual link)
- Bitů na pixel: 24 (single a dual link) nebo 48 (pouze dual link)

- Příklady rozlišení pro single link:
  - HDTV (1920 × 1080) @ 60 Hz s CVT-RB (139 MHz)
  - UXGA (1600 × 1200) @ 60 Hz s GTF (161 MHz)
  - WUXGA (1920 × 1200) @ 60 Hz s CVT-RB (154 MHz)
  - SXGA (1280 × 1024) @ 85 Hz s GTF (159 MHz)
  - WXGA+ (1440 x 900) @ 60 Hz (107 MHz)
  - WQUXGA (3840 × 2400) @ 17 Hz (164 MHz)

- Příklady rozlišení pro dual link:
  - QXGA (2048 × 1536) @ 75 Hz s GTF (2 × 170 MHz)
  - HDTV (1920 × 1080) @ 85 Hz s GTF (2 × 126 MHz)
  - WUXGA (1920 x 1200) @ 120 Hz s GTF (2 x 154 MHz)
  - WQXGA (2560 × 1600) @ 60 Hz s GTF (2 × 174 MHz) (30" (762 mm) LCD monitory Apple, Dell, Gateway, HP, NEC, Quinux, a Samsung)
  - WQXGA (2560 × 1600) @ 60 Hz s CVT-RB (2 × 135 MHz) (30" (762 mm) LCD monitory Apple, Dell, Gateway, HP, NEC, Quinux, a Samsung)
  - WQUXGA (3840 × 2400) @ 33 Hz S GTF (2 × 159 MHz)

GTF (Generalized Timing Formula) je VESA standard, který může být snadno proveden Linuxovou gtf utilitou.
CVT-RB (Coordinated Video Timings – koordinované časování videa) je VESA standard, který poskytuje omezení horizontálního a vertikálního „odmazávání obrazu“ (blanking) pro ne-CRT monitory. (Advanced Timing and CEA/EIA-861B Timings) (EN)